# Tesori tra la neve
Tesori tra la neve (Treasures of the Snow) è un romanzo del 1950 di Patricia St. John.
Pubblicato dall'organizzazione evangelica inglese CSSM (Children's Special Service Mission) e illustrato da L. F. Lupton, il libro ha ricevuto numerose ristampe e traduzioni da diversi editori, incluse edizioni in braille.

## Storia
Tesori tra la neve fu il secondo libro di Patricia St. John, iniziato poco dopo la fine della seconda guerra mondiale, e il suo tema centrale è il perdono. Come scrisse St. John nella sua autobiografia: "Il mondo stava tornando alla normalità dopo la guerra, ma man mano che venivano alla luce le atrocità, c’erano tanta rabbia e tanto odio. Ricordavo i ragazzi che tornavano dalla guerra da mogli che si erano dimostrate infedeli. Ricordavo i volti di coloro che avevano visto la prima mostra fotografica degli orrori di Belsen e lo stato delle città europee bombardate; il risentimento di chi non riusciva a perdonare gli altri, il rimorso di chi non riusciva a perdonare sé stesso, e sapevo che questa generazione di bambini doveva, più di ogni altra cosa, imparare il significato del perdono".
La storia è ambientata in Svizzera, dove l’autrice trascorse parte della sua infanzia, ed è destinata a lettori a partire dagli otto anni. La narrazione ruota attorno a tre bambini e affronta temi quali l’amore, l’odio, la morte, la disabilità, il pentimento, il sacrificio, il perdono e la riconciliazione.
Attraverso la storia si intreccia una descrizione sincera dei pensieri, dei motivi, delle lotte interiori, dei sentimenti e delle paure dei bambini, oltre che delle loro preghiere e della loro fede cristiana in via di sviluppo.

## Trama
Annette Burnier vive con il padre, l'anziana nonna e il fratellino Dani in un piccolo villaggio tra le montagne svizzere. Quando Annette ha otto anni, la madre muore poco dopo la nascita di Dani. Poiché la famiglia non può permettersi una governante, Annette si assume la responsabilità del fratello, concordando con il maestro di scuola di proseguire gli studi da casa sotto la guida della nonna. Quando Dani è abbastanza grande da non richiedere più le sue cure costanti, Annette torna a scuola, dove ottiene spesso i migliori risultati della classe. Durante il quinto Natale di Dani, il bambino lascia una pantofola fuori nella neve, sperando che Babbo Natale gli porti un dono. La mattina seguente, con grande stupore di tutti, un minuscolo gattino bianco vi si è accoccolato dentro. Dani lo chiama Klaus, e da quel momento i due diventano inseparabili.
Nella baita più in alto sulla montagna vive Lucien Morel, compagno di classe di Annette, insieme alla sorella maggiore Marie e alla madre vedova. Lucien ha difficoltà con lo studio ed è frustrato per essere spesso l’ultimo della classe. Inoltre, risente del fatto di dover svolgere le mansioni domestiche e agricole che sarebbero spettate al padre, venendo spesso criticato dalla madre e dalla sorella per la sua pigrizia.
Un giorno, scendendo con lo slittino per andare a scuola, Lucien urta accidentalmente quello di Annette, facendola finire in un fosso pieno di neve. Invidioso del suo successo scolastico, Lucien non si ferma ad aiutarla e prosegue. Annette arriva a scuola in ritardo, infreddolita, bagnata e con i libri rovinati, ed è costretta a spiegare l’accaduto. Lucien viene punito con la bacchetta dal maestro e isolato dal resto della classe. Sulla via del ritorno, sfoga la sua rabbia distruggendo un pupazzo di neve costruito da Dani, provocando la reazione furiosa di Annette, che corre fuori a schiaffeggiarlo.
Il risentimento di Lucien nei confronti di Annette cresce e il ragazzo inizia a cercare occasioni per vendicarsi. Un giorno, vede Dani in un prato raccogliere fiori per il compleanno di Annette e glieli strappa per poi calpestarli. Temendo che Dani lo metta nei guai, afferra il gattino Klaus e lo tiene sospeso sopra un dirupo, minacciando, senza reale intenzione, di lasciarlo cadere se il bambino non promette di tacere. Klaus graffia Lucien, che lo lascia andare per sbaglio. Dani si lancia per salvarlo, ma scivola e cade nel burrone. Lucien, terrorizzato e convinto che Dani sia morto, fugge a casa e si nasconde nel fienile. Quando viene ritrovato, confessa l’accaduto. Il padre di Dani si cala nel dirupo con una corda e trova il bambino ancora vivo, ma con una gamba rotta. La frattura guarisce male, lasciando Dani con una gamba più corta dell’altra, costretto a camminare con le stampelle.
L’intero villaggio viene a sapere del coinvolgimento di Lucien nell’incidente e il ragazzo diventa un reietto. Tuttavia, l’impegno nei lavori domestici e agricoli lo aiuta a distrarsi, ottenendo lodi dalla madre e un atteggiamento più gentile da parte della sorella. Il suo vero conforto, però, è salire nel bosco e dedicarsi alla scultura del legno, scoprendo un talento naturale. Qui fa amicizia con un anziano che vive da solo in una minuscola baita in alta montagna e si mantiene vendendo le sue sculture. L’uomo diventa suo mentore, mettendogli a disposizione i propri attrezzi e aiutandolo a perfezionarsi. Gli racconta anche la sua storia: un tempo era sposato con due figli e un buon impiego in banca, ma cadde nel vizio dell’alcol e del gioco, finendo per rubare denaro per saldare i debiti. Dopo il carcere, scelse di sparire dalla vita dei figli per non compromettere il loro futuro. Ora vive in solitudine e ha accumulato un piccolo patrimonio grazie alle sue sculture, somma che spera di poter usare per fare del bene.
Lucien continua a essere tormentato dal senso di colpa per l’incidente di Dani, ma l’odio di Annette gli impedisce ogni tentativo di rimediare. Il ragazzo realizza per Dani un’Arca di Noè con tanti animaletti, ma Annette la getta sul mucchio della legna da ardere. Lucien decide di partecipare a un concorso di artigianato scolastico con una scultura di cavallo, ma Annette, in un impeto di rancore, la distrugge di nascosto poco prima della gara, vincendo poi lei stessa la sezione femminile. A causa del senso di colpa e del rancore, né Annette né Lucien riescono a trovare serenità.
Una sera, Annette esce da sola per una passeggiata, scivola sul ghiaccio e si sloga gravemente una caviglia. Raggiunge una baita vicina, ma i proprietari sono assenti, e il freddo rischia di ucciderla. Per fortuna, Lucien passa di lì tornando dal suo amico e la sente chiamare aiuto. Il ragazzo le lascia il suo mantello e corre a prendere una slitta. Quando torna, Annette gli confessa di aver rotto la sua scultura, e Lucien la perdona, sollevato di non essere l’unico ad aver agito per rabbia. Dopo averla riportata a casa, viene invitato ad entrare. Più tardi, Annette confessa tutto al maestro, e insieme decidono che il premio vinto da lei venga assegnato a Lucien.
L’ostilità tra i due svanisce, ma Lucien è ancora oppresso dal rimorso per la disabilità di Dani. Una sera, la sorella, di ritorno dal lavoro in un albergo della città vicina, racconta di aver ricevuto una mancia da un celebre ortopedico, il dottor Givet, ospite dell’hotel. Lucien chiede subito se potrebbe curare Dani, ma viene informato che il medico ripartirà il mattino seguente e che le sue parcelle sono proibitive. Nonostante ciò, Lucien esce di nascosto nella bufera per raggiungere il suo amico e raccontargli del dottore. L’anziano gli dà un sacchetto pieno di banconote e gli chiede di non rivelare la provenienza del denaro, ma solo di dire al medico che "è il pagamento di un debito".
Lucien affronta la tormenta per attraversare il passo e giungere in città, arrivando all’hotel alle cinque del mattino. Il dottor Givet accetta di visitare Dani e si offre di curarlo nel proprio ospedale. Prima di lasciare il villaggio, Givet chiede dove viva l’anziano amico di Lucien, lo raggiunge e lo riconosce come suo padre. Lo abbraccia commosso, dicendogli quanto gli sia mancato e lo invita a tornare a casa.
Annette accompagna Dani in ospedale, dove la gamba viene re-fratturata e risistemata correttamente. Alla fine della convalescenza, Dani torna a casa in grado di camminare e correre come tutti i bambini. Con l’arrivo della primavera, tutti si ricongiungono.

## Adattamenti
Nel 1980 il libro è stato trasposto nel film Tesori fra la neve, diretto da Mike Pritchard e girato in Svizzera.
Nel 1983 è stato tratto dal romanzo un anime televisivo in 48 episodi, Sui monti con Annette, prodotto dalla Nippon Animation all'interno della serie World Masterpiece Theater.

## Edizioni
- Patricia Mary St. John, Tesori tra la neve, traduzione di Giulio Montagna, Napoli, Edizioni centro biblico, 1963, SBN SBL0274811.